# Vlag van Texel
De vlag van Texel is bij raadsbesluit op 4 juni 1964 officieel bevestigd als de gemeentelijke vlag van de Nederlandse gemeente Texel. De vlag is echter al veel langer in gebruik als de vlag van het Noord-Hollandse Waddeneiland.
De omschrijving van de vlag is als volgt:
Twee horizontale banen van gelijke breedte; de bovenste groen, de onderste zwart
Waar de kleuren vandaan komen is niet bekend. Volgens Sierksma is het wapen bij de verlening ervan door de Hoge Raad van Adel verkeerd ingekleurd, en had een van de twee leeuwen de Texelse leeuw moeten voorstellen. Deze is groen van kleur. Daarmee zouden de kleuren verklaard kunnen worden.

## Geschiedenis
Een eerste vermelding van de vlag van Texel stamt uit 1705. Later werden de kleuren ook toegepast in de uniformen van Texelse weeskinderen. Op een schild boven de ingang van een weeshuis staan twee weeskinderen met groen-zwarte kleding aan. Een officiële vaststelling als gemeentelijke vlag werd per buitengewone vergadering gedaan op 4 juni 1964. De vlag werd ook in april 1857 door Burgemeester en Wethouders gemeld bij de minister van Binnenlandse Zaken.

## Historische vlaggen
Van de vlag zijn ook andere versies bekend, waaronder een versie met vier groen-zwarte banen: groen-zwart-groen-zwart. Ook deze banen zijn van gelijke hoogte. Deze versie werd in 1708 genoemd door Gerrit Hesman. Rond dezelfde tijd werd ook een vlag vermeld met groen-blauw als kleurcombinatie. Eveneens rond deze tijd wordt een vlag vermeld met 21 strepen. Aan de broekingzijde is de vlag rood-wit-blauw gestreept, over de volle hoogte zijn het 21 banen van gelijke hoogte. De broekingzijde is 1/7 breed, de bovenste en onderste banen rood-wit-blauw gaan over de volle lengte. Aan de vluchtzijde tussen de bovenste en onderste banen een blauwe en groene baan. Het was op de Waddeneilanden gewoonte om de eilandvlag in te naaien in een zoom van rood-wit-blauw.

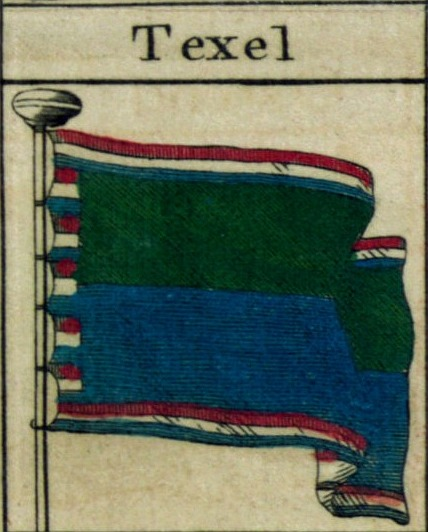
een groen-blauwe vlag, zoals in 1783 door de Brit Bowles getekend op een vlaggenkaart.
Reconstructie vlag uit 1708
Reconstructie vlag uit 1711
Reconstructie vlag uit 1783

## Zie ook

Het wapen van Texel